# Atimura cylindrica
Atimura cylindrica là một loài bọ cánh cứng trong họ Cerambycidae.